# دهستان دوکوهه
دوکوهه دهستانی در بخش سه قلعه شهرستان سرایان استان خراسان جنوبی ایران است. این دهستان در تاریخ ۲۷ اسفند ۱۳۸۳ تأسیس شد و مرکز آن روستای چاه‌طلب است.

## جمیعیت
بر پایه سرشماری عمومی نفوس و مسکن در سال ۱۳۹۰ جمعیت این دهستان ۸۴۳ نفر (در ۲۲۶ خانوار) بوده است.